# Lucilina tenuicostata
Lucilina tenuicostata is een keverslakkensoort uit de familie van de Chitonidae. De wetenschappelijke naam van de soort is voor het eerst geldig gepubliceerd in 2016 door Sirenko.